# Думанцы
Ду́манцы (укр. Думанці) — село в Черкасском районе Черкасской области Украины.

## Население
Население по переписи 2001 года составляло 760 человек.

### Языковой состав
Родной язык населения по данным переписи 2001 года:
| Язык       | Численность, чел. | Доля     |
| ---------- | ----------------- | -------- |
| Украинский | 712               | 93,68 %  |
| Русский    | 35                | 4,61 %   |
| Другое     | 13                | 1,71 %   |
| Итого      | 760               | 100,00 % |

## История
В июле 1995 года Кабинет министров Украины утвердил решение о приватизации находившегося здесь совхоза.

## Местный совет
19645, Черкасская обл., Черкасский р-н, с. Думанцы, ул. Ленина, 100

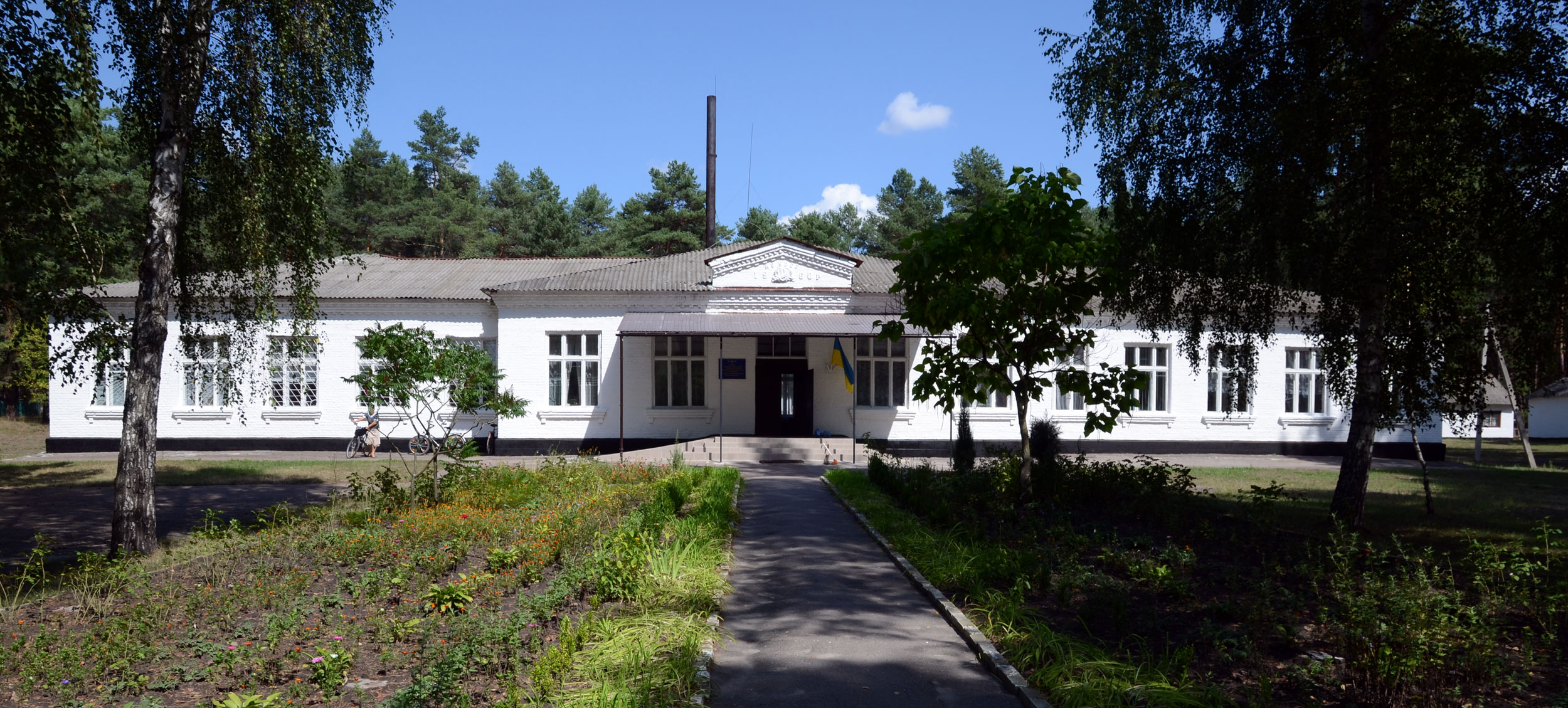
Школа на опушке леса.
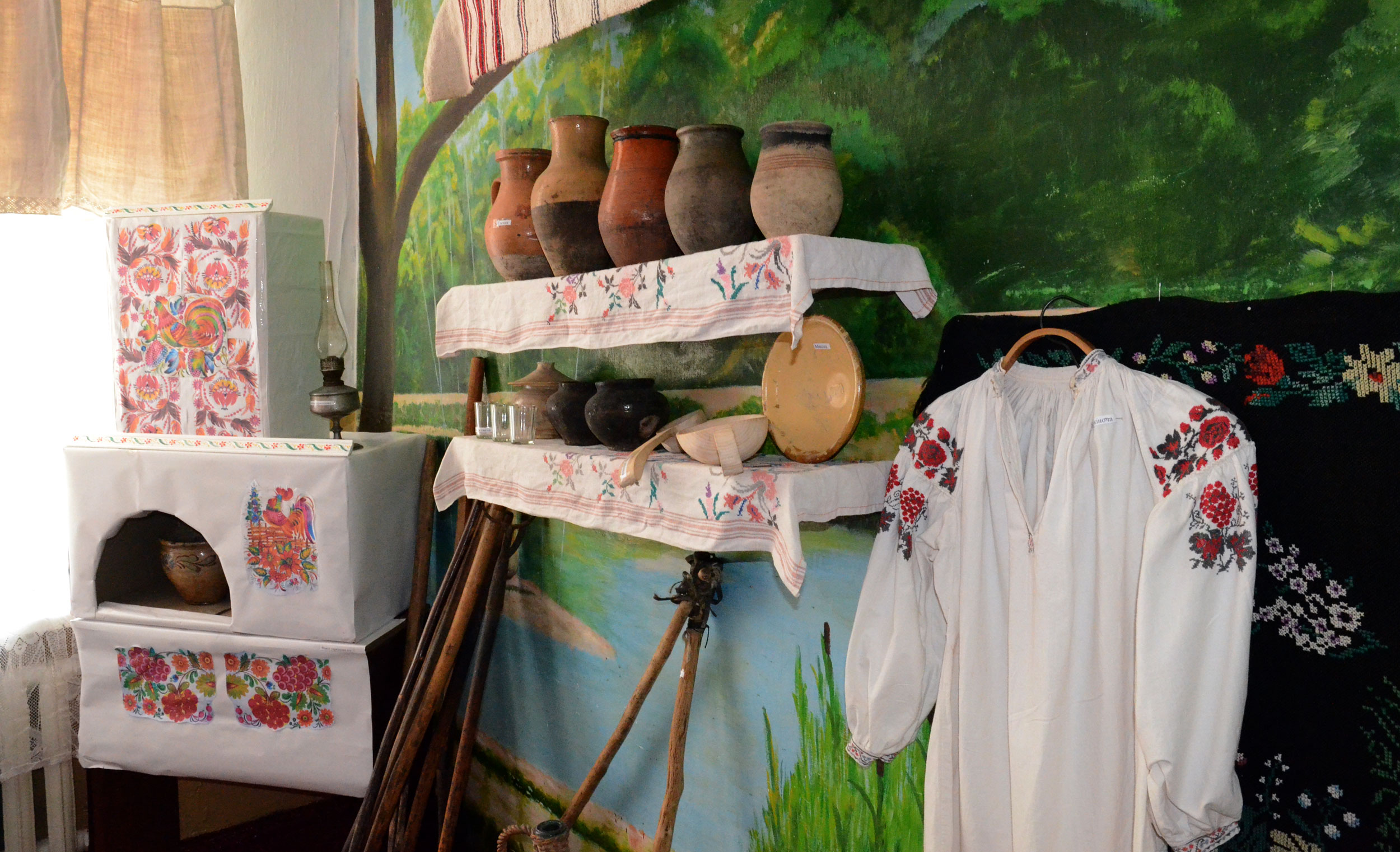
В школьном музее.
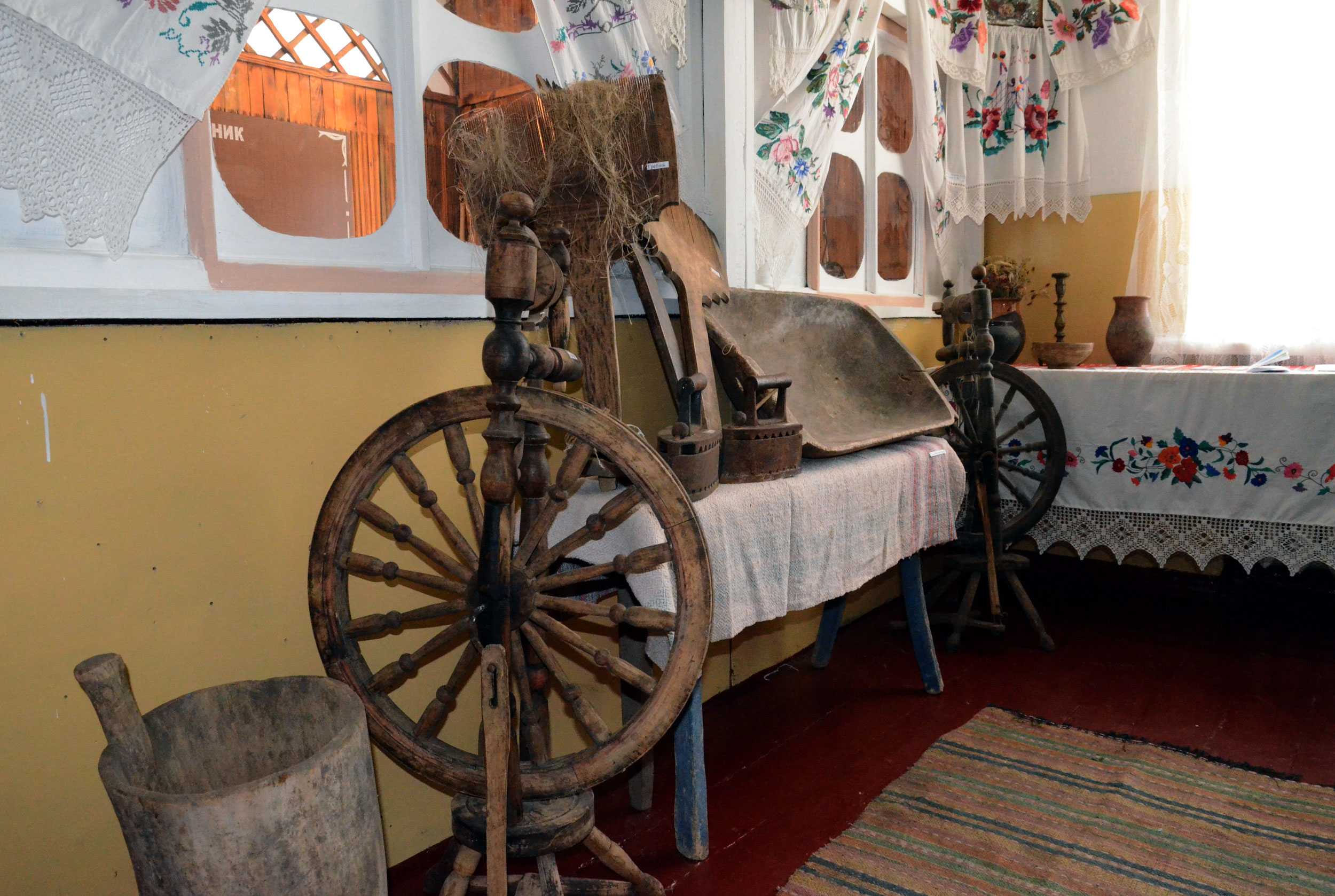
В школьном музее.
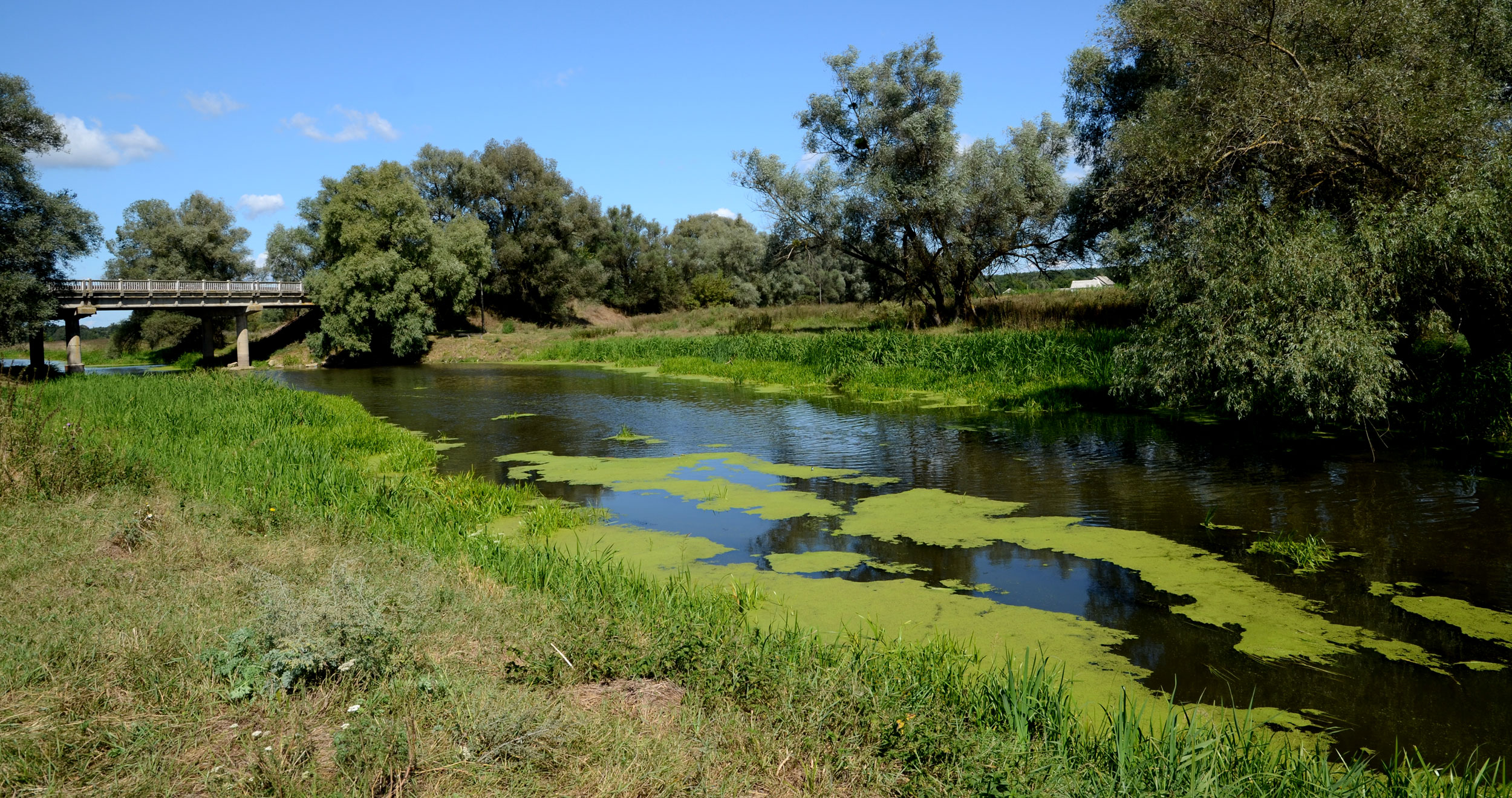
р.Тясмин
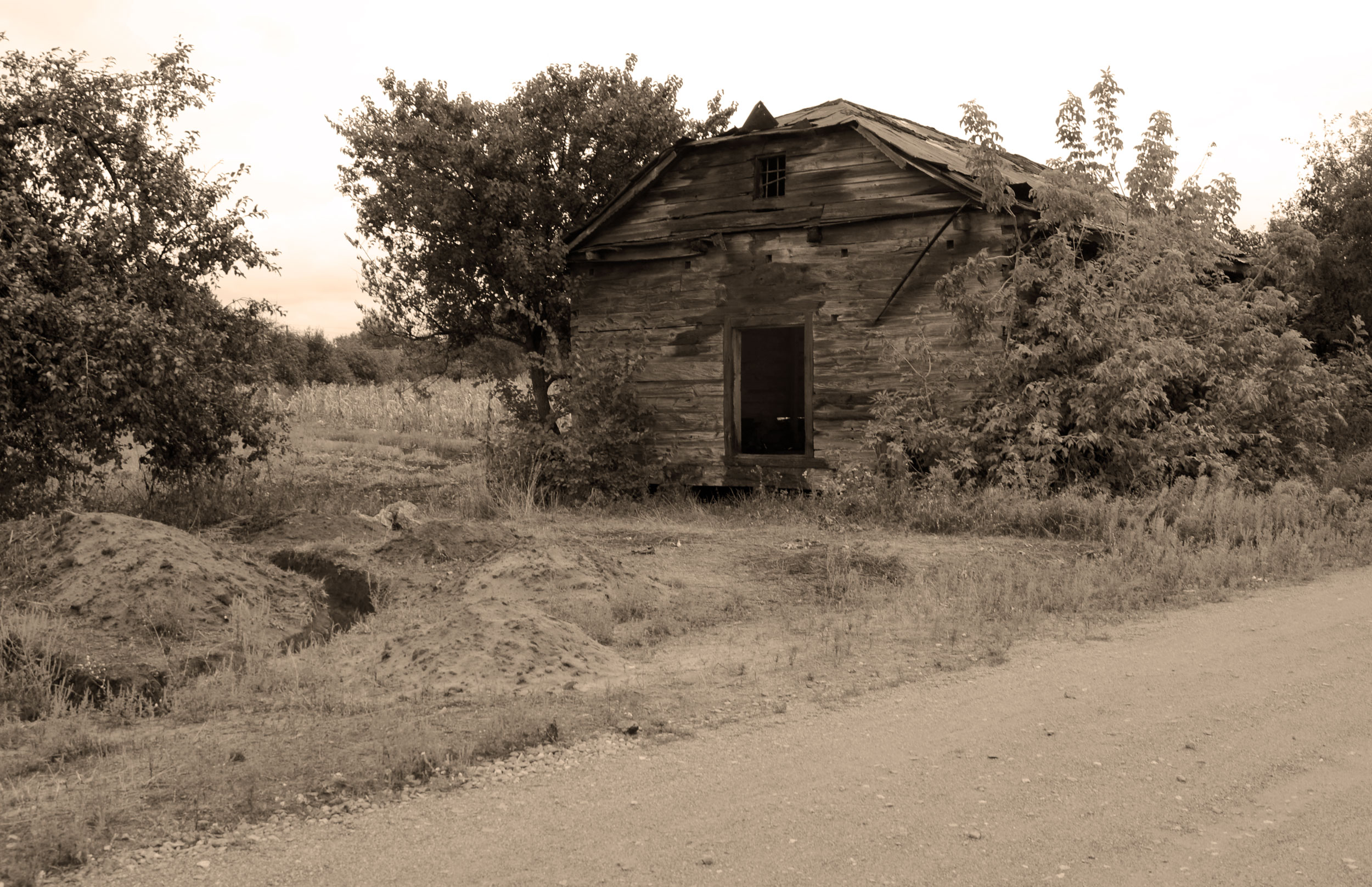
Старый амбар.